# Ceratolimon migiurtinum
Ceratolimon migiurtinum är en triftväxtart som först beskrevs av Emilio Chiovenda, och fick sitt nu gällande namn av Manuel Benito Crespo och Lledó. Ceratolimon migiurtinum ingår i släktet Ceratolimon och familjen triftväxter. Inga underarter finns listade i Catalogue of Life.